# 马修·H·考夫曼
马修·H·考夫曼（1942年9月29日—2013年8月11日）是一位英国遗传学家，爱丁堡大学榮譽退休教授，知名于建立了最早的小鼠胚胎幹細胞细胞系。